# デルマー・デイヴィス
デルマー・デイヴィス（Delmer Lawrence Daves,  1904年7月24日 - 1977年8月17日）は、アメリカ合衆国の映画監督、脚本家、映画プロデューサー。

## 来歴
サンフランシスコ出身。スタンフォード大学在学中から映画に興味を持ち、学業の傍ら映画関係のアルバイトをしていた。卒業後に映画界入り、脚本家として活動を始める。脚本家時代の代表的作品に『邂逅』がある。
1943年に映画監督デビュー、『折れた矢』、『襲われた幌馬車』、『決断の3時10分』、『縛り首の木』といった西部劇を多く手がけた。多くの作品で脚本、製作も兼任した。
1977年8月17日、73歳で死去。

## 主な作品
監督
- ハリウッド玉手箱 Hollywood Canteen (1944) 脚本も
- 赤い家 The Red House (1947) 脚本も
- 潜行者 Dark Passage (1947) 脚本も
- 機動部隊 Task Force (1949) 脚本も
- 折れた矢 Broken Arrow (1950)
- 南海の劫火 Bird of Paradise (1951) 脚本も
- 帰って来たテキサス野郎 The Return of the Texan (1952)
- ゴールデン・コンドルの秘宝 Treasure of the Golden Condor (1953) 脚本も
- 哀愁のロシア Never Let Me Go (1953)
- ディミトリアスと闘士 Demetrius and the Gladiators (1954)
- 去り行く男 Jubal (1956) 脚本も
- 襲われた幌馬車 The Last Wagon (1956) 脚本も
- 決断の3時10分 3:10 to Yuma (1957)
- カウボーイ Cowboy (1958)
- 最后の接吻 Kings Go Forth  (1958)
- 悪人の土地 The Badlanders (1958)
- 縛り首の木 The Hanging Tree (1959)
- 避暑地の出来事 A Summer Place (1959) 脚本・製作も
- 二十歳の火遊び Parrish (1961) 脚本・製作も
- スーザンの恋 Susan Slade (1961)
- 恋愛専科 Rome Adventure (1962) 脚本・製作も
- スペンサーの山 Spencer's Mountain (1963) 脚本・製作も
- 若き日の恋（英語版） Youngblood Hawke (1965) 脚本も
- 湖愁 The Battle of the Villa Fiorita (1965) 脚本・製作も

脚本
- クィーン・ケリー Queen Kelly (1929) クレジットなし
- 泥酔夢 Dames (1934)
- お姫様大行進 Flirtation Walk (1934)
- 化石の森 The Petrified Forest (1936)
- 就職戦術 The Go Getter (1937)
- 唄う陸戦隊 The Singing Marine (1937)
- 邂逅 Love Affair (1939)
- 晴れて今宵は You Were Never Lovelier (1942)
- ステージドア・キャンティーン Stage Door Canteen (1943)
- めぐり逢い An Affair to Remember (1957)